# 灯塔乡 (仪陇县)
灯塔乡，是中华人民共和国四川省南充市仪陇县曾经下辖的一个乡。2019年9月，撤销九龙乡和灯塔乡，将其所属行政区域划归大寅镇管辖。

## 行政区划
灯塔乡撤销前下辖以下地区：
火烟村、天平村、花桥村、断桥村、枫坪村、双河村、桥亭村、峰岩村、柏树村、凤鸣村、双山村、中梁村、复元村、双坝村和文峰村。